# 군뱌르나르스케르
군뱌르나르스케르(고대 노르드어: Gunnbjarnarsker)는 아이슬란드와 그린란드 사이에 있었던 작은 암초군이다. 9세기에 군뵤른 울프손이 발견했다.  그린란드로 항행하는 선박의 중도 체류지로 애용되었다. 970년경에는 이 암초군에 식민지를 세우려는 시도도 이루어졌다. 978년에 스네뵤른 갈티가 방문했고, 그 뒤 1391년 외부인이 찾았을 때는 농가 18가구가 있었다고 한다.
요하네스 로이쉬가 1507년에 제작한 지도에 따르면, 1456년경에 암초들이 “완전히 불타버렸다”고 하는데, 아마 화산 분출에 의해 암초군이 통째로 파괴된 것으로 보인다. 파괴되기 전에 이 암초군이 있었던 정확한 위치는 현재로서 알 수 없다.